# Fantasiestücke op.12

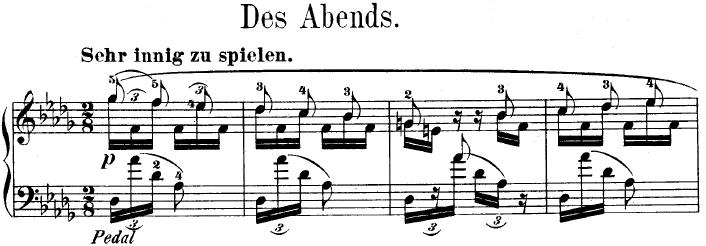
Inici Des Abends (op. 12 nº 1)

Les Fantasiestücke op.12 ("Peces de fantasia") de Robert Schumann van ser escrites entre el 4 i el 9 de juliol de l'any 1837 a Leipzig. Són vuit peces per a piano dividides en dos llibres de quatre peces cadascun, i presenten imatges familiars per al compositor, no només relacionades amb Eusebius i Florestan, sinó també amb el distanciament i la prohibició del casament amb Clara Wieck.
1. Des Abends ("Al vespre")
2. Aufschwung ("Soaring", literally "Upswing")
3. Warum? ("Per què?")
4. Grillen ("Quimeres")
5. In der Nacht ("En la nit")
6. Fabel ("Fàbula")
7. Traumes Wirren ("Confusió dels somnis")
8. Ende vom Lied ("Final del cant")

## Context temporal
En el segle xix, la Revolució Industrial va transformar l'economia, va desplaçar les poblacions dels camps a les ciutats i va crear una societat basada en la producció i distribució en sèrie. El resultat va ser una classe mitjana influent que va viure també transformacions en la vida musical. Els pianos més assequibles i la música impresa van ampliar el mercat de la pràctica musical en les llars i van originar un torrent de cançons i peces per a piano. Va augmentar el públic musical i les companyies d'òpera, les orquestres professionals i les sales de concert van créixer.
El piano era el centre musical de la vida a casa. Els anys 1820-1850 van ser testimonis de moltes millores en el seu disseny que van originar nous efectes pianístics i d'àmbit molt més ampli. En un instrument així, un pianista podia expressar un pensament musical gairebé tant complert com una orquestra sencera o inclús de manera més personal. Aquestes característiques van fer el piano l'instrument del segle xix per excel·lència.
Els músics del segle xix treballaven usualment pel públic. L'especialització era un camí cap a l'èxit, pel qual un músic es convertia en virtuós d'un instrument o en compositor d'un mitjà en particular. Un altre camí consistia en crear una música que fos innovadora, individual, evocativa, espectacular, nacionalista, exòtica, que sonés característica però atractiva.
Especialment, hi va haver dos desenvolupaments que van tenir efectes profunds i de llarga durada: el sorgiment d'un repertori estable dels clàssics musicals i el distanciament cada vegada major entre la música clàssica i la música popular. Aquests canvis han configurat la nostra cultura musical actual, on la música del segle xix encara hi té una forta presència.
Durant el segle xix, escriptors i músics van promoure nous ideals artístics sobre la música, centrats en la individualitat, la originalitat, la fantasia, l'expressió d'una pura emoció i amb l'ànim de transcendir els límits convencionals en la persecució de veritats profundes. Els nous estils i idees es van denominar Romanticisme.
El Romanticisme musical va ser paral·lel al Romanticisme de la literatura i l'art. De fet, es van complementar, ja que la literatura va tenir un paper fonamental en el treball de la majoria dels compositors romàntics. Així doncs, a l'hora de posar música als texts, els compositors buscaven extreure el significat i els sentiments inherents a ells o suggerits per la poesia o el llibret.

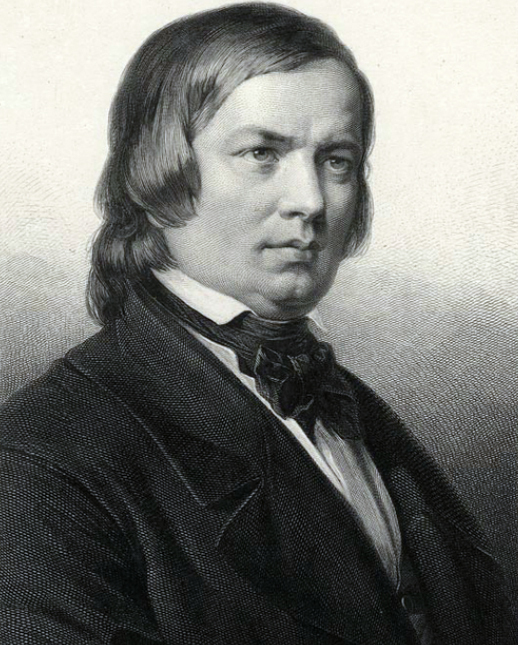
Robert Schumann

## El compositor: Robert Schumann
Robert Alexander Schumann (8 de juny de 1810 – 29 de juliol de 1856) va estudiar piano des de l'edat dels set anys però, una ferida a la mà va interrompre la seva carrera com a intèrpret i per aquest motiu durant els anys 1834 al 1844 es va dedicar a la composició i a la crítica.

Va ser el primer dels compositors “anticlàssics”, ja que per primera vegada en la música, Schumann va dir explícitament que el contingut i la idea determinen la forma, i no a la inversa.
“¡Como si todas las imágenes mentales debieran subordinarse a una o dos formas! ¡Como si cada idea no naciera de su propia forma preestablecida! ¡Como si cada obra de arte no tuviese su propio sentido y por consiguiente su propia forma!”.
Fill d'un escriptor dedicat a la compra i venta de llibres, Schumann tenia un intens interès per la literatura, en particular per escriptors romàntics com Friedrich Schlegel, Jean Paul i E.T.A. Hoffmann. Concretament, el llibre de contes d'E.T.A. Hoffmann Fantasiestücke in Callot’s Manier (1814-15), inspirarà l'obra de les Fantasiestücke op.12.
Schumann patia de sífilis i depressió, la qual li venia de família. Aquests fets van contribuir sens dubte a provocar episodis de conducta estranya i d'al·lucinacions auditives que van culminar en un intent de suïcidi el febrer de 1854. Per sort, la major defensa contra la seva bogeria li va proporcionar la seva esposa Clara, pianista professional, amb la qual va aconseguir casar-se després de disputes personals i judicials amb el pare d'ella i ex-professor d'ell.
Al compositor se’l relaciona amb dos personatges, utilitzats en els seus escrits literaris, els quals corresponen amb les facetes de la seva personalitat: l'impulsiu i el revolucionari Florestan (anomenat així segons l'heroi beethovinià de Fidelio) i el visionari i somniador Eusebius (segons un papa del segle xiv. Aquesta dualitat de personalitat la podem observar les Fantasiestücke op.12 i també en altres obres com Davidsbündlertänze.

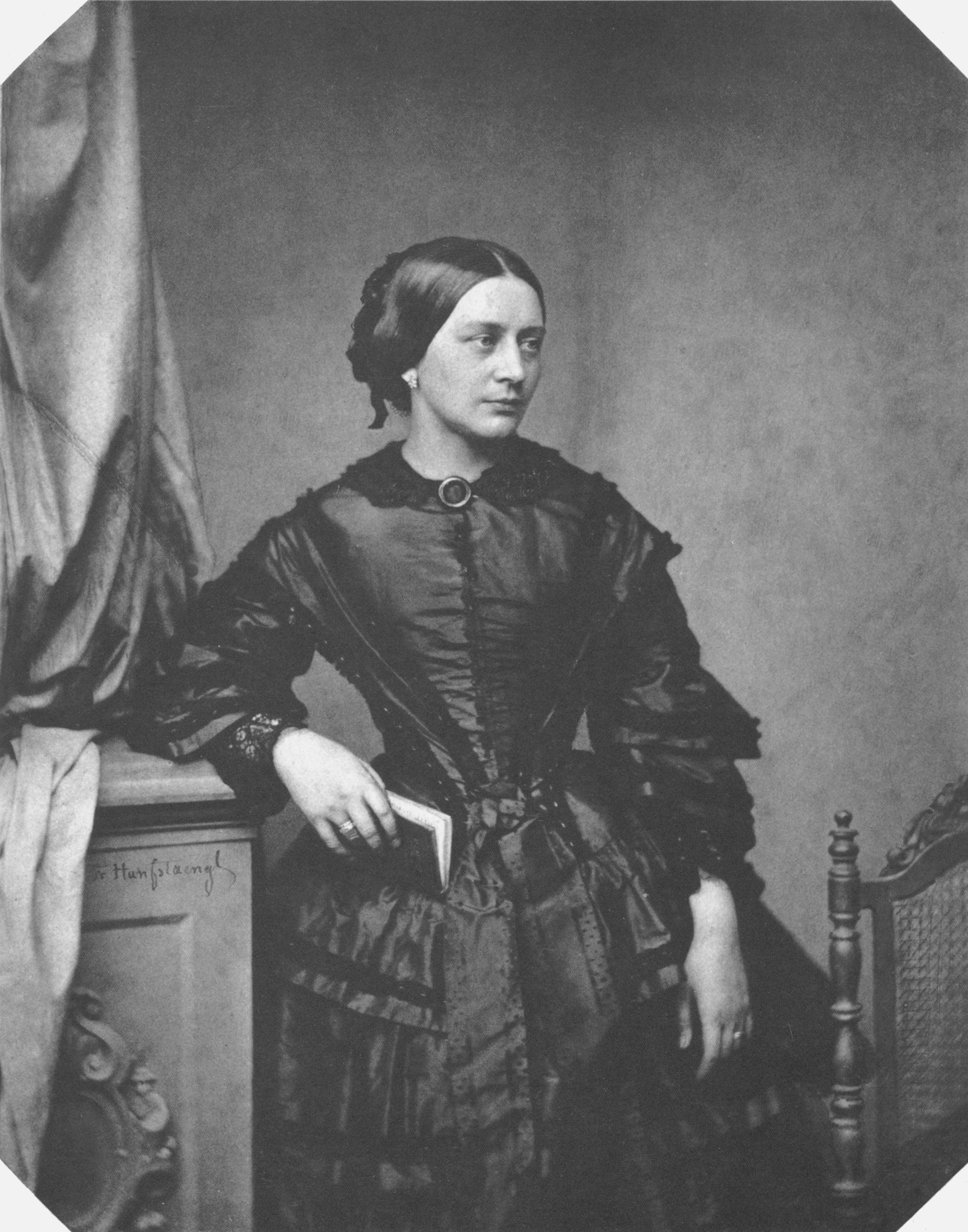
Clara Schumann

## Origen de l'obra
La primera meitat del 1837 no va ser un període gaire feliç per la vida de Robert Schumann, ell mateix el va anomenar “l'hora més fosca”. En aquesta època, Schumann demana formalment al pare de Clara, Friedrich Wieck, el permís per casar-se amb ella, però, aquest s'hi va negar. En aquell període, ningú tenia bona opinió de la música de Schumann. A París, Chopin se’n burlava; Mendelssohn, que en el moment era la força musical més poderosa a Alemanya, no trobava gaires elogis per a la seva música (més tard, en les simfonies, sí que li donarà suport); i Liszt no havia aconseguit imposar les obres de Schumann davant del públic.

Així doncs, l'hivern de 1836-1837 Clara Wieck es distancia de Schumann, el qual queda destrossat i amb por d'embogir:
“[I was] up the entire day and night, the most horrible in my life, thinking I might burn up with anxiety. (...) Everything came together –the rapidly approaching separation, fear of being able to carry out my plans, the idea of staying alone in the great city–, I couldn't sleep a wink amidst horrifying thoughts and eternally tormenting, tortuous music.” 

(Vaig estar tot el dia i la nit, el més horrible de la meva vida, pensant que podria cremar-me d'ansietat. (...) Va sortir tot —la separació que s'acostava ràpidament, la por de poder dur a terme els meus plans, la idea de quedar-me sol a la gran ciutat—, no podia dormir ni una mica enmig de pensaments horribles i una música tortuosa que turmentava eternament).
Més endavant, el compositor llegeix en un diari que la seva estimada Clara es compromet amb Carl Banck. Per aquest motiu, Schumann decideix entregar el seu cor a una altra, fos per necessitat interior, fos perquè li feia falta la proximitat d'una dona o perquè volia treure Clara de la seva reserva. El compositor flirteja amb Robena Anna Laidlav, una pianista anglesa, amb la qual estableix una breu relació i el juliol de 1837 Schumann li dedica les Fantasiestücke op.12. Tot i així, es pot observar que el compositor les compon pensant en Clara Wieck, ja que fa ús d'un motiu anomenat “Motiu de Clara” (suggerit per Schauffler). I més endavant, enviarà una carta a Clara explicant que la peça In der Nacht està basada en el mite d'Hero i Leandre, el qual és un símil de la seva història amorosa.

## Recepció de l'obra
Les Fantasiestücke es publiquen el febrer del 1838 i immediatament tenen una càlida rebuda. El pianista Adolph Henselt interpreta Des Abends en un recital a Dresden, inclús abans que siguin publicades, i Clara Wieck inclou diverses de les peces en el seu programa del recital de Viena del 4 de març de 1838.

Robena Ann Laidlaw, el 25 de novembre de 1838, des de Berlín, escriu al compositor: 
“Your Fantasiestücke give pleasure everywhere; I have played them in Danzig and Szczecin and will play them to the Princess in a couple of evenings.” 

(Les vostres Fantasiestücke agraden arreu; les he tocat a Danzig i Szczecin i les tocaré danvant a la princesa en un parell de vespres)
El maig de 1838, Franz Liszt també va escriure a Schumann:
“The Carnaval and Fantasiestücke have captured my interest in an extraordinary way. I play them truly with delight, and Lord knows there are not many things of which I can say the same.”

(El Carnaval i les Fantasiestücke han capturat el meu interès d'una manera extraordinària. Les toco amb veritable plaer, i Déu sap que no en puc dir el mateix de gaires coses)
Segurament les opus 12 van tenir millor acceptació que altres cicles del mateix compositor, ja que en les Fantasiestücke hi ha una estratègia de coherència compositiva entre els moviments. El cicle generalment està en les tonalitats relacionades de Re bemoll major i Fa major i aquest fet, entre d'altres, provoca comoditat auditiva en l'oient.